# Anna Serafińska

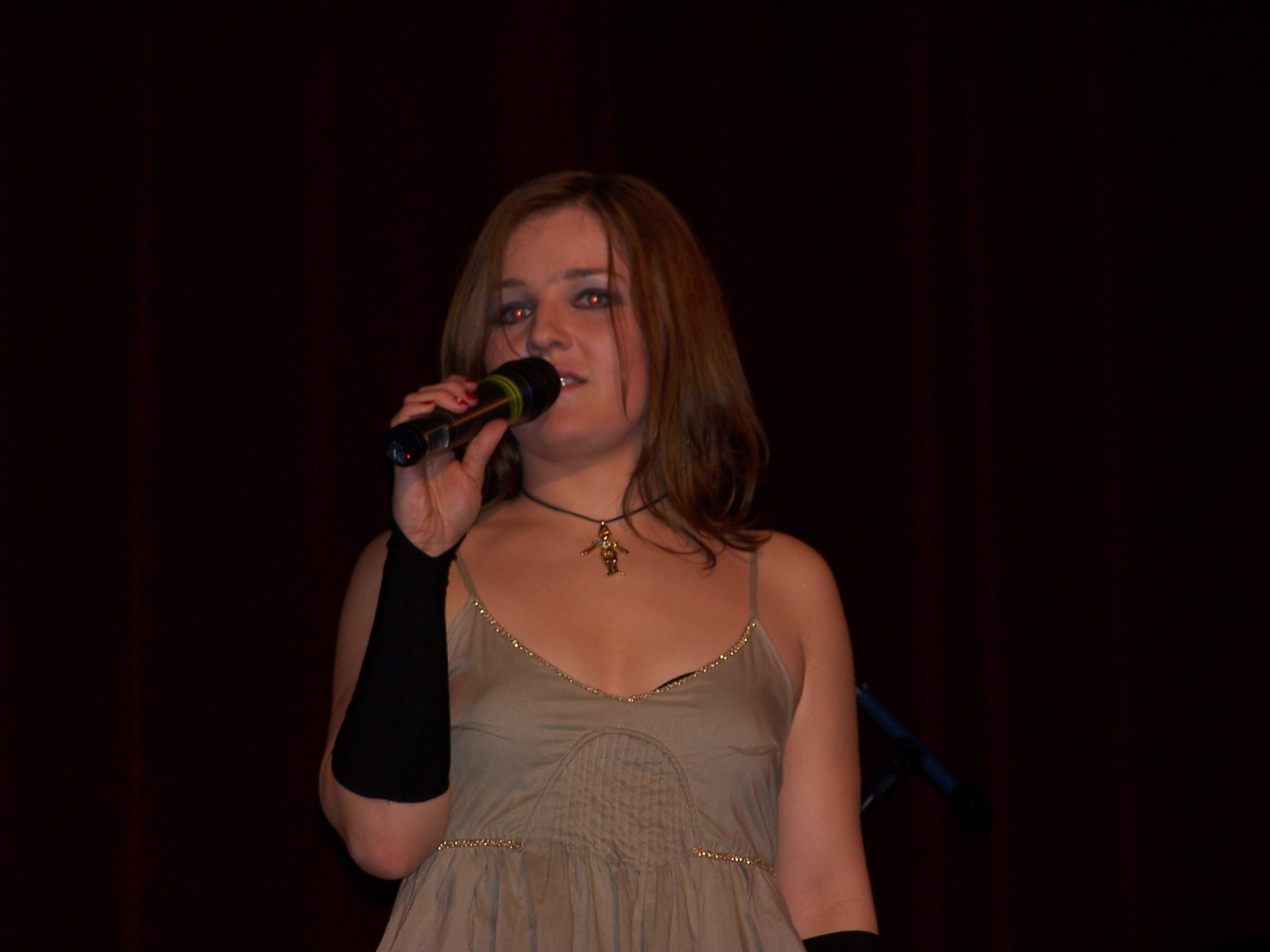
Anna Serafińska (2006)

Anna Serafińska (* 9. November 1974 in Sosnowiec) ist eine polnische Jazzsängerin.

## Leben und Wirken
Serafińska, Enkelin der Jazzsängerin Carmen Moreno und des Saxophonisten und Bandleaders Jan Walasek, besuchte das Musikgymnasium Kattowitz, wo sie in der Violinklasse war, und studierte dann in der Abteilung Jazz- und Popmusik der Musikakademie Kattowitz. Im Oktober 1997 begann sie, die Akademie als Assistentin der Gesangsklasse zu unterstützen. Im Januar 2004 schloss sie ihre Dissertation über Gesang ab.
1996 sang sie beim Auftritt von Kasia Kowalska beim Eurovision Song Contest in Oslo im Chor. Im Folgejahr erschien ihr Debütalbum Nieobecni mit Songs auf Texte von Jonasz Kofta, dem bisher fünf weitere Alben unter eigenem Namen folgten. Auch sang sie auf dem Album Singing Jazz (2011) ihrer Großmutter. Weiterhin ist sie als Gesangs-Coach und Gesangs-Regisseurin in der Filmsynchronisation tätig.
2008 wurde Serafińska als Assistenzprofessorin an die Aleksander-Zelwerowicz-Theaterakademie in Warschau – Abteilung Schauspiel – berufen; von 2012 bis Ende 2013 war sie Prodekanin der Abteilung. Von 2000 bis 2024 fungierte sie an der Akademie als Prorektorin für die Entwicklung des akademischen Personals.

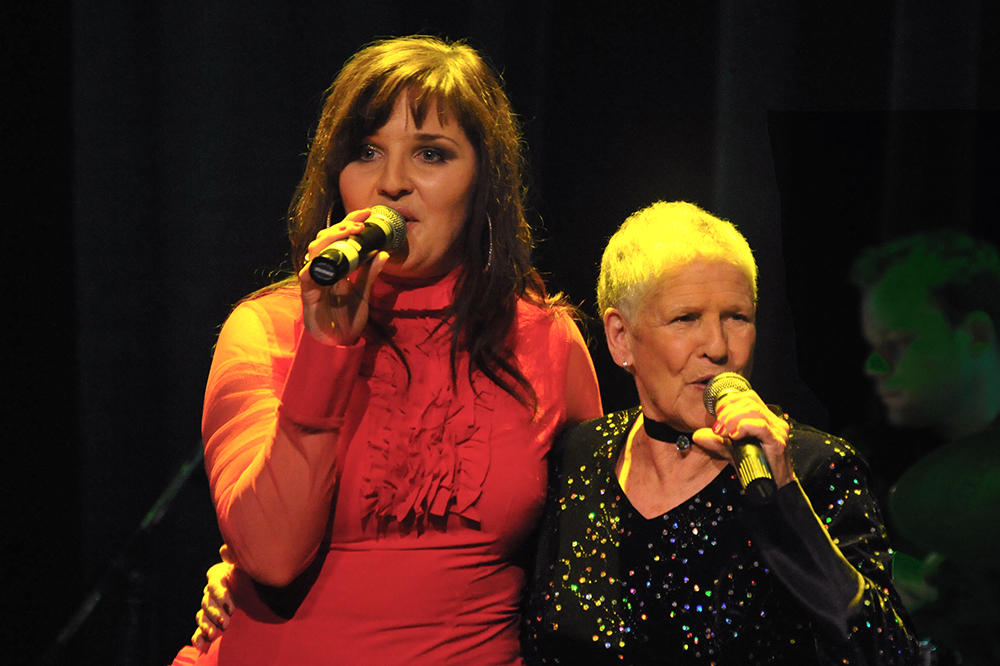
Anna Serafińska mit ihrer Großmutter Carmen Moreno beim Jazz Jamboree 2010 in Warschau

## Preise und Auszeichnungen
Serafińska hat zahlreiche Auszeichnungen und Preise erhalten; 2004 gewann sie den internationalen Wettbewerb für Jazzvokalisten beim Montreux Jazz Festival.

## Diskographische Hinweise
- Nieobecni (PolyGram Polska, Mercury 1997)
- Melodies (Sony 1999)
- Ciepło, zimno (Radio Polska 2004, mit Robert Majewski, Artur Dutkiewicz, Marek Napiórkowski u. a.)
- Gadu Gadu (EMI 2006, mit Krzysztof Herdzin u. a.)
- Maria Sadowska, Anna Serafińska, Janusz Szrom: Kaczmarski & Jazz 2010
- Groove Machine (EMI 2013, mit Rafał Stępień, Andrzej Gondek, Michał Barański, Cezary Konrad sowie Ola Nowak, Kasia Dereń)
- Chopin Trio (Arthorse 2017, mit Rafał Stępień, Cezary Konrad)